# Tenda Rossa
La Tenda Rossa (littéralement en français « Tente rouge »), est la tente à l'intérieur de laquelle les survivants du désastre du ballon dirigeable Italia se sont réfugiés depuis le moment où il s'est écrasé dans la banquise à 10 h 33 le 25 mai 1928, sur sa route de retour vers Kingsbay après avoir atteint le pôle Nord, jusqu'à leur sauvetage le 12 juillet par le brise-glace soviétique Krassine.

## Histoire
La Tenda Rossa est conçue par l'ingénieur Felice Trojani (en), parmi les équipements d'urgence pour les membres de l'équipage qui doivent être évacués du dirigeable au pôle Nord ; L'équipement comprend également la radio Ondina 33, grâce à laquelle l'opérateur radio Giuseppe Biagi réussira à envoyer le SOS puis à guider les efforts de sauvetage vers les survivants. Le projet avait été précédé d'une étude minutieuse de celles utilisées lors des précédentes expéditions polaires et est construit par la société Ettore Moretti de Milan.
La Tenda Rossa est du type bâton central, avec une base parallélépipédique mesurant 2,75 × 2,75 m et 1 m de haut, sur laquelle est superposée une partie pyramidale dont le sommet se trouve à deux mètres et demi du sol. L'accès se fait par une entrée circulaire d'un mètre de diamètre, fermée par une manche à air. Les parois extérieures et le fond sont en soie brute non teinte, tandis que les parois intérieures en soie bleue ; La couleur a été choisie comme palliatif contre l'ophtalmie due à la neige.
La tente, conçue pour accueillir un maximum de quatre personnes, en a accueilli neuf (dont deux blessés aux jambes, Umberto Nobile et Natale Cecioni), la mascotte Titina, une partie de la radio et les batteries qui l'alimentent. Une fois la tente récupérée parmi les matériaux éparpillés sur la banquise, elle est érigée par Felice Trojani, tandis qu'Adalberto Mariano et Alfredo Viglieri plantent les piquets dans la glace et tendent les haubans, chargeant les bords avec la nourriture récupérée et d'autres poids. Au fond sont placées les boîtes en carton contenant les cartes de navigation et le seul sac de couchage survivant qui, s'il avait été coupé et ouvert, aurait abrité les deux blessés Cecioni et Nobile, avec le poêle catalytique allumé à côté.
Pendant le vol, pour évaluer correctement la hauteur du dirigeable au-dessus du sol, les altimètres disponibles à l'époque ne sont pas suffisamment fiables, et un système plus efficace est donc utilisé : des fioles en verre remplies de fuchsine sont larguées de la cabine du dirigeable, mesurant le temps de chute avec un chronomètre spécial, fabriqué à Rome par Hausmann, à partir du lancement jusqu'au moment où la fiole, en se brisant, colore le paquet en rouge ; Les fioles sont également équipées d'une longue flamme en tissu rouge, qui permet toujours d'évaluer le moment de l'impact même si, par exemple, la fiole tombe sur la neige et reste intacte.
Pour rendre la tente plus visible d'en haut, les survivants décident d'utiliser les fioles de fuchsine, qui ont heureusement survécu à la chute, pour dessiner une grille de lignes rouges sur la toile. Une fois les communications radio établies, les sauveteurs apprennent l'existence de la coloration et les journalistes inventent le nom - Tenda Rossa - avec lequel elle entre dans l'histoire. La lumière continue et agressive de l'été nordique a cependant fait disparaître les délicates anilines en quelques jours, ramenant la tente à sa livrée d'origine, mais le nom a survécu.
La Tenda Rossa, repérée pour la première fois par le pilote italien Umberto Maddalena, guidé par la radio de Biagi, est récupérée, avec l'avion d'Einar Lundborg et tout le matériel du camp, par l'équipage du Krassine. De retour en Italie, Umberto Nobile fait don de la Tenda Rossa à la municipalité de Milan, financeur de l'expédition polaire, qui la place au musée du château des Sforza, aujourd'hui Musée national des sciences et techniques Léonard de Vinci, où Felice Trojani l'assemble pour la dernière fois. La tente est restée exposée au public jusqu'au milieu des années 1990, lorsqu'elle a été transportée dans les laboratoires du musée ; en février 2023, après une longue et délicate restauration, elle est de nouveau visible au public. 

### Filmographie
- La Tente rouge, film de Mikhaïl Kalatozov (1969)